# Trabajo escolar

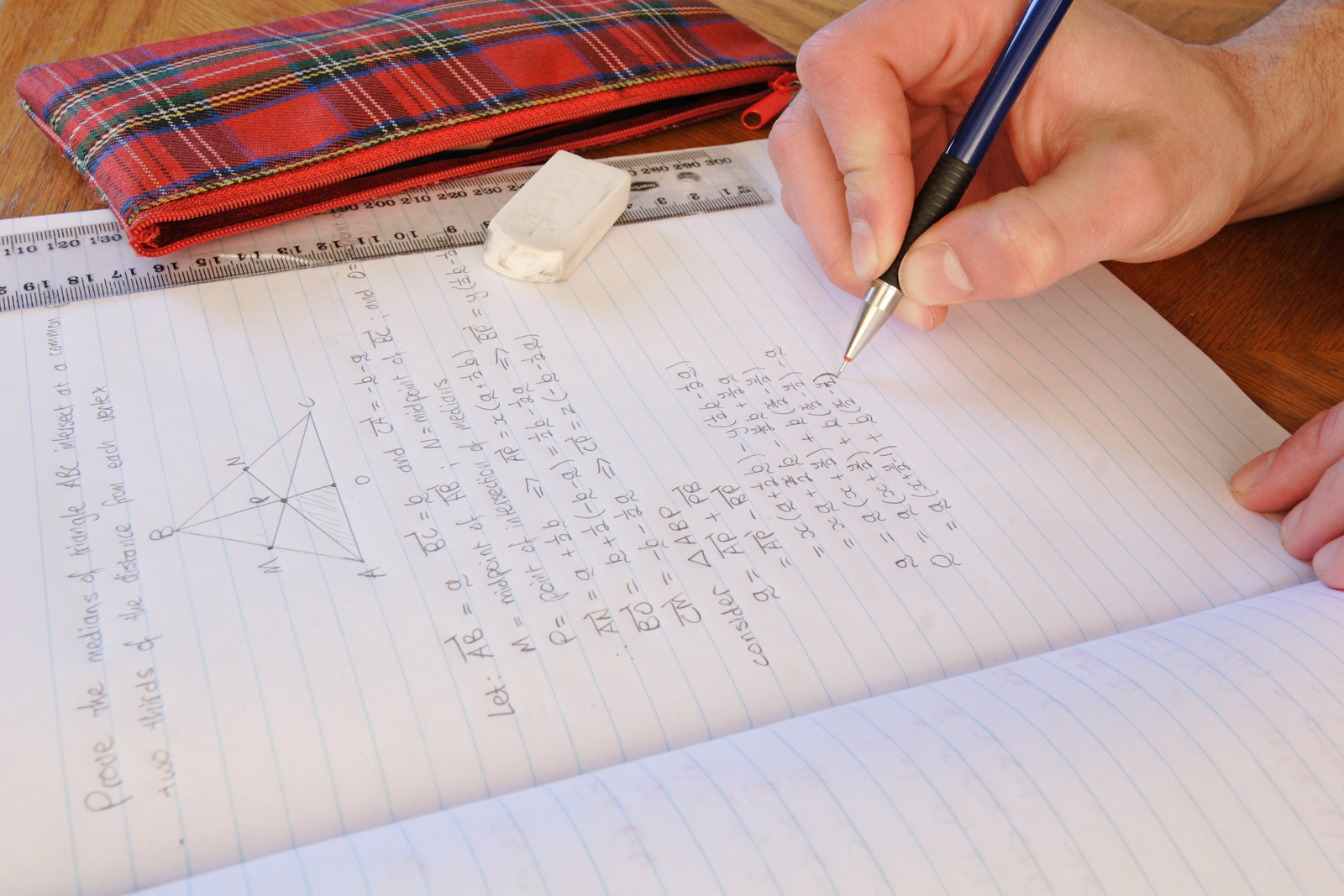
Tarea de matemáticas.

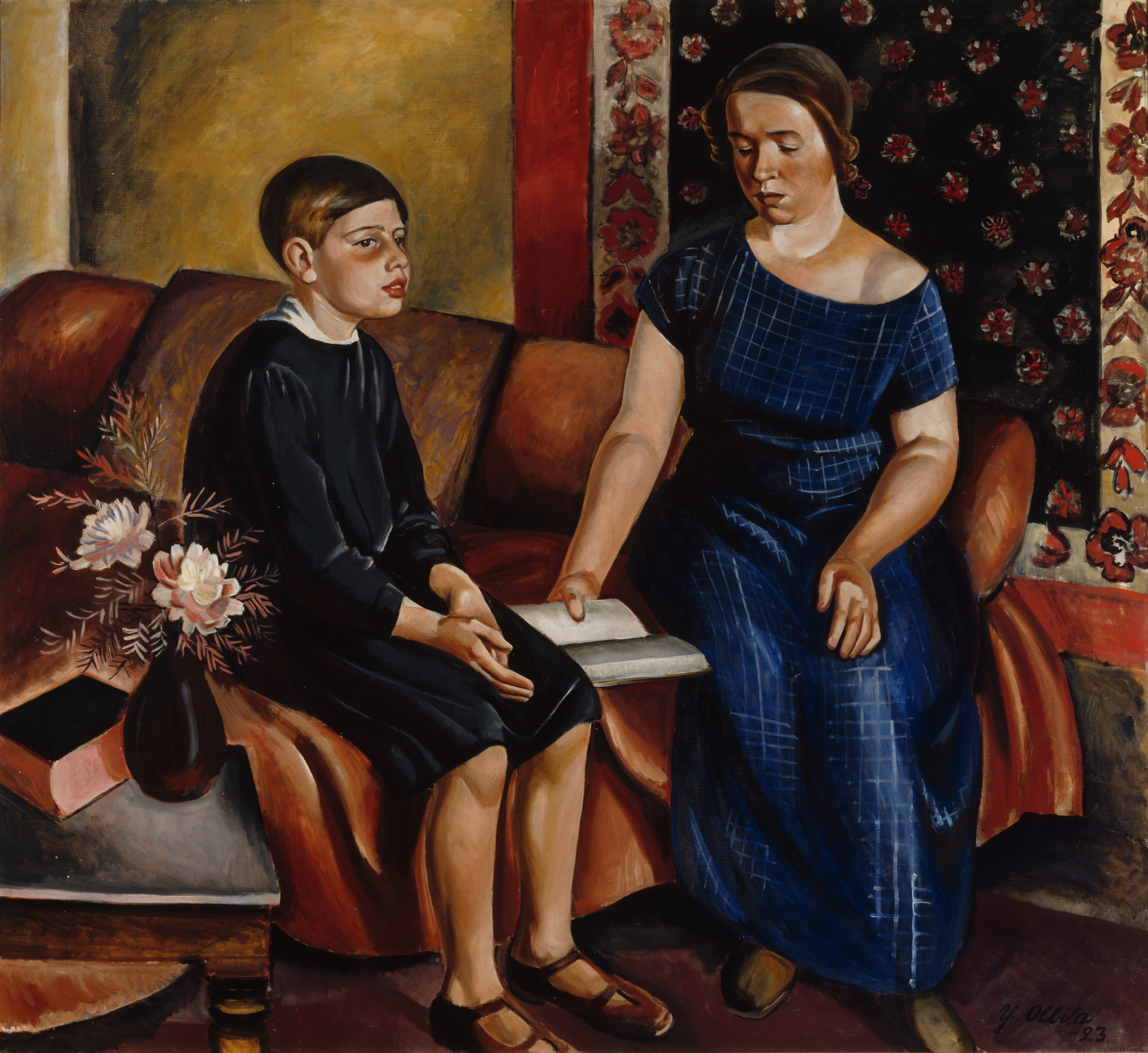
Yrjö Ollila - Hearing the Homework

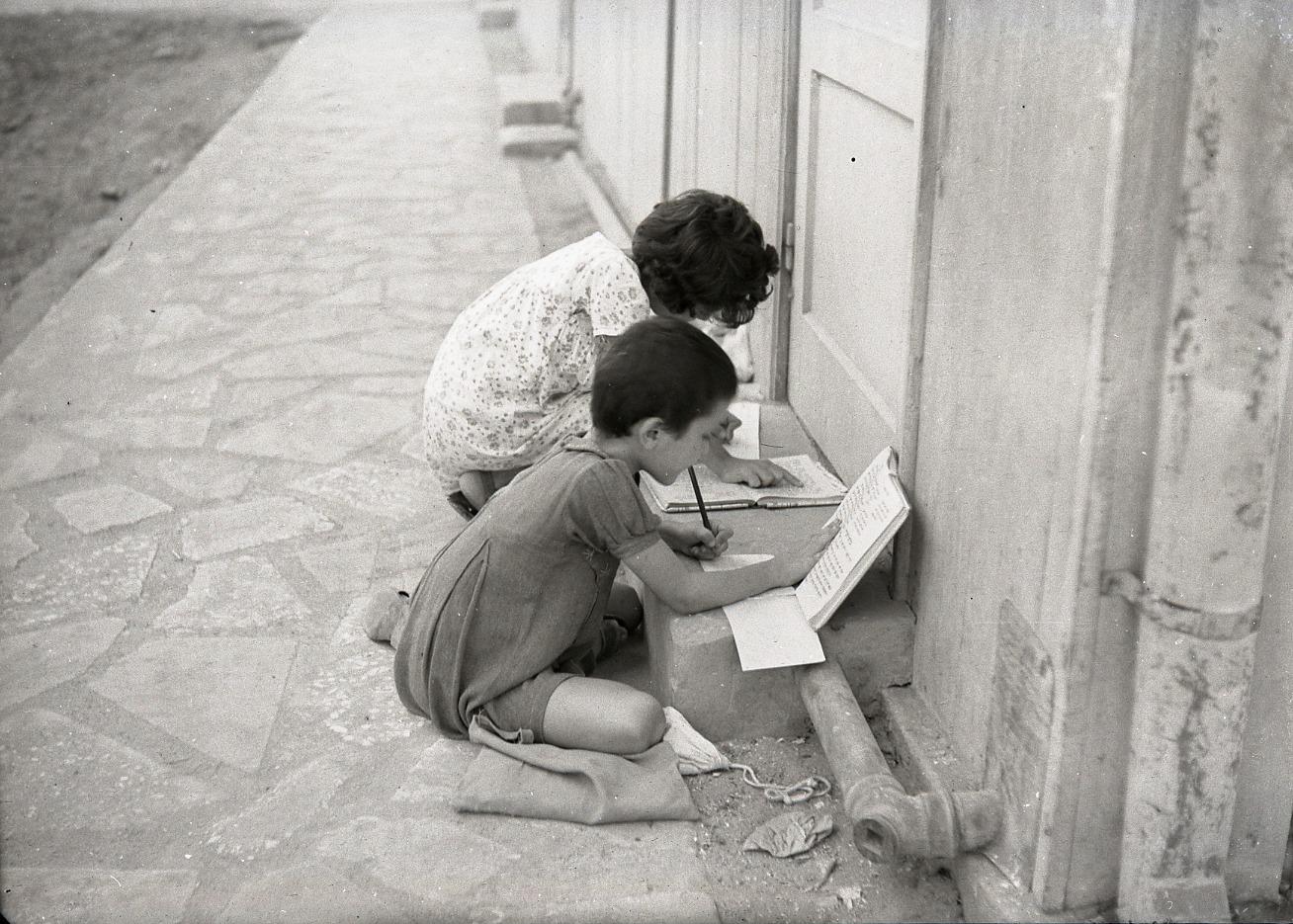
Niños realizando tarea en una calle de Tel Aviv, 1954

Trabajo escolar (denominado, según el país o las circunstancias, como tarea escolar o deberes) es aquel trabajo que se le asigna a los estudiantes por parte de sus profesores y que se indica para que sea completado, en su caso, fuera del aula y de la jornada escolar, en el si doméstico, con o sin ayuda de la familia o de otros supervisores.
Existe un debate pedagógico sobre la conveniencia o inconveniencia de ese tipo de trabajo extraescolar a unas u otras edades o ciclos educativos, especialmente los iniciales (preescolar, enseñanza primaria), siendo más generalizado el consenso de su necesidad en la enseñanza secundaria.
Las tareas comunes pueden incluir una gran cantidad o período de lectura para rendir, escritura o mecanografía para completar, problemas para resolver, un proyecto escolar para construir (como un diorama o exposición), u otras aptitudes para practicar. El trabajo escolar permite al educador detectar los conocimientos y habilidades que posee el alumno y, posiblemente abusar mentalmente al alumno. Sobre la base de detección de habilidades y aptitudes a practicar, organizar su actividad didáctica a fin de proporcionar a cada uno la experiencias que más convengan para su formación. Una tarea es propia o activa en el sentido de que el alumno deba llegar a la recreación del saber.

## Debate
Se trata de una práctica antigua y común en los centros educativos a pesar de que, desde hace unos años, se ha abierto un debate en la sociedad para valorar su necesidad de aplicación en el alumnado.
Algunos pedagogos se posicionan en contra de las tareas escolares fuera del centro educativo, puesto que manifiestan que en la mayoría de casos los deberes se realizan con ayuda externa. 
Otro de los motivos, es el sentido de los deberes, que al final se acaban convirtiendo en una extensión de trabajos repetitivos similares a los practicados en el aula, afirmando que las horas de clase tienen que ser suficientes para el aprendizaje del alumno.
También señalan que muestra las desigualdades entre los alumnos que pueden beneficiarse de la ayuda de su familia y los que no. Por eso, muchos proponen la eliminación del trabajo escolar y sostienen que no existe ningún estudio que demuestre que favorecen la autonomía del alumnado ni que beneficien su desarrollo intelectual.
Las familias también protestan porque los deberes son muchos o pocos, demasiado difíciles o demasiado fáciles, o que requieren de su tiempo y sus jornadas laborales no permiten ayudarles. 
Manifiestan la necesidad de sus hijos e hijas de  disfrutar de su tiempo libre haciendo actividades de ocio y no sobrecargándose de trabajo, que a veces, genera tensiones entre las familias.
Otros pedagogos se posicionan a favor de este tipo de trabajo. Defienden su utilidad para aprender y adquirir valores fundamentales por cualquier individuo como son la constancia, la disciplina y la autonomía, además manifiestan su capacidad de generar hábitos de estudio y de trabajo necesarios para traer una vida organizada. También exponen la implicación que se origina en las familias involucrándose más en la labor educativa que se está llevando a cabo en los centros donde se encuentran sus hijos e hijas.

## Tipos de tareas
Según Woolfolk, Leyton, Ulloa i San Martín (2007), se pueden establecer tres tipos de tareas según su finalidad:
- Tareas de práctica: Son aquellas que refuerzan aquello que ya se ha trabajado en clase, sean procedimientos o conceptos. Estas son las que se utilizan en las metodologías más tradicionales, como la resolución de ejercicios, elaboración de resúmenes, creación de esquemas, siempre repitiendo el que se ha hecho de forma presencial.
- Tareas de preparación: son aquellas que se piden para construir esquemas mentales previos de aquello que se trabajará de manera presencial en la próxima clase. Aquí se incluyen tareas utilizadas en diferentes metodologías como podrían ser la tradicional lectura previa o la más novedosa aula invertida.
- Tareas de extensión: son aquellas que consisten en aplicar los conocimientos que ya posee el alumnado en situaciones distintas. Aquí se incluyen los proyectos de investigación o los trabajos o créditos de síntesis.

Dodge (1999) afirma que existen más de cincuenta formas de asignar tareas al alumnado.